# Dasycrotapha pygmaea
Dasycrotapha pygmaea là một loài chim trong họ Zosteropidae.